# Данілко Олена Сергіївна
Данілко́ Олена Сергівна (*31 травня 1970, присілок Бахча) — історик, доктор історичних наук (2007), виконавчий директор Московського міжнародного фестивалю візуальної антропології «Камера — посередник» (з 2009), член Комісії з дослідження старообрядництва при Міжнародному комітеті славістів.

## Біографія
Олена Сергіївна народилась у присілку Бахча Давлекановського району Башкортостану. 1995 року закінчила Башкирський державний університет. З 1992 року працювала в Інституті історії, мови і літератури УНЦ РАН, з 1993 року — у Центрі етнологічних досліджень того ж таки наукового центру. З 2002 року працювала в Інституті етнології і антропології імені М. М. Миклухо-Маклая РАН (Москва): з 2007 року — провідний науковий співробітник, з 2008 року — завідувач етнографічного науково-освітнього центру. Була виконавчим директором Асоціації етнологів і антропологів Росії (2005-2010).

## Наукова робота
Наукова діяльність присвячена етнографії народів Урало-Поволжя, старообрядництву, візуальній антропології. В ході вивчення південно-уральського старообрядництва Олена Сергівна розглядала його історію і сучасний стан, родинна обрядовість (родильна, весільна, похоронна), деякі аспекти духовної культури.
Автор понад 90 наукових праць, етнографічних фільмів «Кумис із башкирської кобили» (2003), «Семивогняна стріла» (2009) тощо.

### Наукові праці
- Старообрядчество на Южном Урале: очерки истории и традиционной культуры. Уфа, 2002
- Взаомосвязь фольклорной традиции с адаптационными процессами в современном старообрядчестве (на примере эсхатологисечких и утопических преданий) // Этнографическое обозрение. 2007, № 4